# Love in This Club
"Love in This Club" é uma canção do gênero R&B do cantor estadunidense Usher, com participação do rapper Young Jeezy, para o seu álbum Here I Stand, em 2008, e teve produção de Polow Da Don. Foi lançada como primeiro single do álbum. Outros cinco covers da canção foram lançados, feitos por artistas como T-Pain, Ciara e Rihanna, além de um remix denominado "Love in This Club, Part II", com a participação de Beyoncé e Lil Wayne. O seu videoclipe concorreu ao prêmio de melhor artista masculino da MTV Video Music Awards de 2008. Esta canção também foi tema de abertura do BET Awards de 2008. A canção foi liberada em digitalmente em 26 de fevereiro de 2008 nos Estados Unidos, e sua melhor colocação foi o primeiro lugar na Billboard Hot 100, a parada oficial americana.

## Origem e composição
O produtor musical Polow Da Don teve a inspiração de criar uma batida musical para o MTV Video Music Awards durante um fim-de-semana de sua estadia em Las Vegas, Nevada. Essa canção mais tarde se tornou "Love in This Club". Quando terminou de trabalhar na canção, Don sentiu que ela seria apta para Usher e deu-a para ele. Usher deixou o estúdio durante uma de suas gravações para o álbum. Young Jeezy procurou por ele, mas ele soube que Usher já tinha deixado o estúdio. Jezzy ouviu a canção e desejou contribuir nesta. Polow Da Don foi cético, mas permitiu que Young Jeezy fizesse o seu verso. Ele tocou a nova versão para Usher, que a aprovou, permitindo que Young Jeezy deixasse as alterações.
"Love in This Club" é uma canção com tempo que parece ser fortemente feito de um recurso chamado stock loops (Euro Hero Synths), existente no software GarageBand, produzido pela empresa Apple Inc, embora negada por Polow Da Don. A canção possui características vocais de Young Jeezy. Segundo a Polow da Don, as letras não são sobre sexo, que está prestes a terem exortar. Polow da Don queria chamar a canção "Lust at First Sight" (em português: "Luxúria à primeira vista". Quando a primeira canção foi lançada, foi alvo de controvérsia por causa da sua semelhança com a música da banda Kill Paradise, "Brake Your Bones", com um uso semelhante da progressão do baixo, com uma gagueira na introdução e a partilha de um coro ao longo da canção.

## Lançamento
No início de 2008, várias canções do quinto álbum de Usher, Here I Stand, vazaram na Internet, incluindo "Love in This Club". Usher chamou o incidente de uma "conspiração interna", porque as músicas foram liberadas sem seu conhecimento. O mesmo aconteceu com o hit "Yeah!" do seu álbum Confessions, de 2004, que foi intencionalmente vazada pelo seu produtor Lil Jon, para DJs de ruas, em 2003. Polow Da Don confessou que ele havia vazado "Love in This Club", após o que fez Lil' Jon. Ele achou que a canção seria um hit, mas ele estava cansado das políticas da gravadora de Usher, e decidiu vazá-la.

## Recepção
A canção recebeu críticas variadas pelos críticos. Sophia Baratta, da revista Billboard, deu uma revisão positiva, avaliando-a como "uma balada de ritmo lento e com uma suave transição para o hip hop". Ela considerou a canção com um "som evoluído,uma melodia cativante e capaz de colocar Usher de volta ao topo da R&B". Bill Lamb, da About.com, relatou que a canção ficou bastante semelhante ao estilo do Akon. Entretanto, ele ressaltou que a música não conseguiu retratar a "pureza dos vocais" de Akon. Ele elogiou Da Don por produzir uma "canção com uma atmosfera suave" e Young Jeezy pelo rap "afiado", mas Lamb esperava mais depois de quatro anos de pausa de Usher.A revista Blender deu à faixa uma crítica morna, concedendo a ela 2 e 1/2 estrelas de um total de 5, dizendo que a canção se assemelhava a um dos hits anteriores de Usher, "Lovers and Friends", a revista também considerou a faixa "pouco provocante". Eles acharam que uma das outra músicas que vazaram, "Dat Girl Right There", teria sido uma melhor escolha para um hit de estreia. O site Digital Spy avaliou a canção em três estrelas de um total de cinco, alegando que era "uma das melhores canções de retorno", mas pareceu "muito, muito atual".

## Videoclipe
Usher estava preocupado com a prematura exposição pública da canção porque "tudo tem que ser configurado em seu final". Ele destacou a necessidade de vídeo como acompanhamento musical logo após o seu lançamento oficial. No entanto, a canção recebeu respostas favoráveis das indústrias fonográficas, semelhante à recepção de "Yeah!". O vídeo foi divulgado em 7 de abril de 2008. Há a participação de Keri Hilson (como o amor de Usher), Diddy, Rick Ross, One Chance, Robin Thicke, Nelly e Kanye West. Também tem a participação de estrelas de filmes pornográficos Havana Ginger e Savannah Stern. Polow da Don, o produtor da faixa, também aparece no vídeo como o DJ para o clube. A música de vídeo contém uma sequência à qual dá espaço à dança dos envolvidos no clipe, que não faz parte da versão original da canção.
A vídeo começa com Usher acordando dentro de um clube vazio. Ele sai para ver se há alguém aí e uma menina sai. Aí a história começa a se desenrolar, com Usher fugindo à tentação das mulheres enquanto tentava escapar do clube, ao mesmo tempo. No final do vídeo, Usher é libertado do clube, mas ele se vê sendo queimado. É uma introdução para o seu próximo vídeo, "Moving Mountains", que serve como continuação para "Love in This Club".
O vídeo apresenta uma versão ligeiramente remixado da música, em comparação com a edição de rádio, com adição de efeitos sonoros. Alguns canais de música cortam a primeira cena de Usher, em que encontra o seu amor, e a última cena, em que ele encontra o clube totalmente destruído, como o canal Bubble Hits Ireland.

## Remixes
Três remixes oficiais foram liberados até o momento. O primeiro apresenta o rapper T.I. além de Young Jeezy, e o segundo apresenta R. Kelly, além de Young Jeezy.
O remix oficial intitulado "Love in This Club, Part II" apresenta a cantora americana Beyoncé e o rapper Lil Wayne, e foi fornecida para as rádios. Devido ao grande número de execuções nas rádios e de downloads, "Love in This Club, Parte II" atingiu o número 18 na lista da Billboard Hot 100 e o número 10 da Billboard Hot R&B/Hip-Hop Songs Chart. Foi liberado no iTunes como uma música pré ordem. O MSTRKRFT também produziu um remix oficial da faixa e a usará em suas apresentações.

## Formatos
Formatos dos principais lançamentos de "Love in This Club":
CD-Single LaFace 88697 305752 (Sony BMG) / EAN 0886973057520
Lançamento: 9 de Maio de 2008
| CD-SINGLE |                                      |              |       |
| 1         | "Love in This Club"- Com Young Jeezy | Main Version | 04:23 |
| 2         | "Love in This Club"- Com Young Jeezy | Instrumental | 04:23 |

CD-MaxiLaFace 88697 316152 (Sony BMG)
Lançamento: 9 de Maio de 2008
| CD-MAXI |                                      |                   |       |
| 1       | "Love in This Club"- Com Young Jeezy | Main Version      | 04:23 |
| 2       | "Love in This Club"- Com Young Jeezy | Instrumental      | 04:23 |
| 3       | "Love in This Club"- Com Young Jeezy | Reavers Remix     | 04:21 |
| 4       | "Love in This Club"- Com Young Jeezy | Stonebridge Remix | 09:03 |
| 5       | "Love in This Club"- Com Young Jeezy | Video Music       | 06:08 |

## Posições
"Love in This Club" começou a ser executada em estações de rádio dos Estados Unidos da América após o vazamento da canção e estreou no Billboard Hot 100 na posição #83 em 1 de março de 2008. na terceira semana de sua presença no Billboard Hot 100, a canção pulou da psição #53 para a #1, tornando-se a oitava canção de Usher a chegar ao topo da parada e a primeira e única Young Jeezy. É o decimo mais alto salto para o número um de todos os tempos no Hot 100, ficando atrás apenas das canções "My Life Would Suck Without You" de Kelly Clarkson (97-1)"Womanizer" de Britney Spears (96-1), "Live Your Life" de T.I. & Rihanna(80-1) "Crack A Bottle" de Eminem com Dr. Dre & 50 Cent"(78-1)Whatever You Like" de T.I. (71-1), "Makes Me Wonder" de Maroon 5 (64-1), "Right Round" de Flo Rida(58-1) "Take a Bow" de Rihanna (53-1) e "A Moment Like This" de Kelly Clarkson (52-1). Trata-se do décimo quinto single de Usher a entrar no top 15 da Billboard Hot 100 R&B/Hip Hop, onde também alcançou #1, tornando-se também o seu nono número um na tabela.
Internacionalmente, a canção estreou em número #27 na parada da Suécia, número #11 no Hot 100 Canadá, número #6 na United World Chart, número #7 na Nova Zelândia, número #49 na Austrália, número #19, no Reino Unido e #33 na Suíça. Até agora, "Love In This Club" tem um pico de número 8 no Canadá e na Suécia, número #1 na Nova Zelândia, na semana que terminou em 10 de maio de 2008. Ele chegou ao #6 no Reino Unido. Depois de cair ao número sete, ele pulou para a posição #4 depois que o CD físico foi lançado. Na semana que terminou em 19 de abril, "Love In This Club" caiu no Canadá, porém, na semana seguinte, atingiu um novo pico, na posição de número #6. Na Austrália, tornou-se um enorme sucesso atingindo um máximo de número #8, subindo 13 posições. Até à data, este é o maior hit Young Jeezy (seu maior hit como um artista solo seria a canção "Soul Survivor").
| Parada (2008)                                    | Melhor posição |
| ------------------------------------------------ | -------------- |
| Alemanha - Parada de Singles                     | 5°             |
| Austrália - Parada de Singles ARIA               | 8°             |
| Bélgica - Parada de Singles                      | 5°             |
| Canadá - Parada de Singles                       | 6°             |
| Croácia - Parada de Singles                      | 1              |
| Estados Unidos - Billboard Hot 100               | 1              |
| Estados Unidos - Billboard Hot R&B/Hip-Hop Songs | 1              |
| Estados Unidos - Billboard Pop 100               | 4°             |
| Irlanda - Parada de Singles                      | 3°             |
| Nova Zelândia - Parada de Singles RIANZ          | 1              |
| Portugal - Top 50 Singles                        | 39°            |
| Reino Unido - UK Singles Chart                   | 4°             |
| Suécia - Top 60 Singles                          | 8°             |
| Suíça - Parada de Singles                        | 9°             |
| Europa - Eurochart Hot 100                       | 3°             |